# Викинг метал
Викинг метал је стил хеви метал музике са пореклом у блек металу и нордијској народној музици, коју карактерише заједнички лирски и тематски фокус на нордијску митологију, нордијски паганизам, и доба Викинга. Викинг метал је веома разноврсан као музички стил, до тачке у којој неки истраживачи сматрају да је више термин него жанр, али се обично манифестује као блек метал са утицајима из нордијске народне музике. Неке уобичајене особине укључују споре и тешке рифове, хорове, коришћење чистих и тешких вокала, а често ослањање на народне инструменте и често коришћење клавијатура за атмосферске ефекте. Викинг метал развијен је у 1980-им кроз средину 1990-их као одбијање сатанизма и окултизма, и уместо тога прихватање викиншке традиције и паганизма као лидера противника хришћанству. Сличан је, у текстовима, звуку и тематскоим сликама, паган металу, али паган метал има шири митолошки фокус и користи народне инструменте опширније. Већина викинг метал бендови потиче из нордијских земаља, а скоро сви бендови тврде да њихови чланови воде порекло, директно или индиректно, од Викинга. Многи истраживачи видели су викинг метал доводили у везу са блек, паган, и фолк метал жанровима као део ширег неопаганизма и нео-волкиш покрета, као део глобалног покрета обновљеног интереса за, и прослављање, локалне и регионалне националности.